# Rein van Duijnhoven
Rein van Duijnhoven (ur. 5 września 1967 w Veghel) – były holenderski piłkarz występujący na pozycji bramkarza, najbardziej znany z gry dla niemieckiego VfL Bochum.
Obdarzony świetnymi warunkami fizycznymi golkiper pierwsze treningi rozpoczął w amatorskim VV Nuenen, później był zawodnikiem Helmond Sport, Longa Tilburg, ponownie Helmond Sport oraz MVV Maastricht. W barwach tego ostatniego klubu zaliczył swój debiut w Eredivisie (miało to miejsce w sezonie 1994/95). Noszący Gwiazdę z van Duijnhovenem w bramce lawirowali w tym okresie między pierwszą a drugą ligą.
W 1999 roku, kiedy miał 32 lata, zdecydował się na wyjazd za granicę. Wybrał ofertę klubu występującego wówczas w niemieckiej 2. Bundeslidze, VfL Bochum, z którym już w pierwszym sezonie wywalczył awans o klasę wyżej. Jego debiutancki sezon (2000/01) w Bundeslidze nie był udany - mimo tego, że rozegrał 33 spotkania, to puścił wówczas aż 67 bramek i nie uchronił klubu od spadku. Rein miał pewne miejsce w składzie przez następne trzy lata obecności Niedegradowalnych w pierwszej lidze. W sezonie 2002/03 strzelono mu 50 bramek, w 2003/04 - 39, a w 2004/05 - 57. W ostatnim z wymienionych był najstarszym zawodnikiem zgłoszonym do gry w Bundeslidze. Piłkarską karierę zakończył w 2006 roku, po kolejnym awansie Bochum do najwyższej niemieckiej klasy rozgrywkowej. W sumie dla założonego w 1848 r. klubu rozegrał 195 spotkań ligowych i pucharowych, w tym 180 w lidze.